# Wlamir Marques
Wlamir Marques (São Vicente, 16 luglio 1937 – San Paolo, 18 marzo 2025) è stato un cestista e allenatore di pallacanestro brasiliano.
Ala di 185 cm, negli anni cinquanta-sessanta ha vestito la maglia della Nazionale brasiliana e dei principali club paulisti. Dopo il ritiro da allenatore, è stato professore di educazione fisica e commentatore sportivo per la ESPN brasiliana.
Ha vinto il Trofeo Heims come miglior atleta sudamericano nel 1961, una croce al merito sportivo nel 1953, seguita da una medaglia per lo stesso motivo, ed è stato nominato cittadino emerito di São Vicente. Dal 2023 fa parte del FIBA Hall of Fame in qualità di giocatore.

## Carriera

### Carriera nei club
Ha vestito le maglie di São Vicente, XV de Piracicaba, Sport Club Corinthians Paulista e Tênis Clube Campinas.
È stato dieci volte campione del Campionato paulista, nel 1957 e 1960 con il XV de Piracicaba e dal 1964 al 1971 con il Corinthians. Inoltre, con la selezione di Piracicaba ha vinto sei volte i Jogos Abertos do Interior.

### Carriera in Nazionale
Ha disputato con la nazionale di pallacanestro del Brasile quattro Tornei olimpici: Melbourne 1956, Roma 1960, Tokyo 1964 e Città del Messico 1968, con due bronzi.
Ha partecipato anche a quattro Mondiali: Brasile 1954, Cile 1959, Brasile 1963 e Jugoslavia 1970, vincendone due.
Ai Giochi panamericani, ha vinto un argento e un bronzo in quattro partecipazioni tra il 1955 e il 1967.
Ai Campionati sudamericani della FIBA Americas ha vinto quattro ori e un bronzo in cinque partecipazioni.

### Carriera da allenatore
Ha iniziato con il Limeira, per proseguire in ambito sia maschile (Jundiaí, Corinthians, Tênis Clube de Campinas), Palmeiras, Hebraica, Cerquilho, Pinheiros e Telesp Clube) sia femminile (Corinthians, XV de Piracicaba e São Caetano).
Ha vinto tre volte il campionato paulista femminile e una volta quello maschile. Ha partecipato ai Jogos Abertos do Interior sia femminili sia maschili, giungendo due volte al terzo posto. Ha vinto tre Jogos Regionais e due Campeonato Paulista Mirim.

## Palmarès
- Mondiali: 2
Nazionale brasiliana: 1959, 1963.
- MVP dei mondiali: 1

1963
- FIBA World Cup All-Tournament Teams: 2

1954, 1963
- Campionati sudamericani: 4
Nazionale brasiliana: 1958, 1960, 1961, 1963.
- Campionato paulista maschile: 11
XV de Piracicaba: 1957, 1960; Corinthians: 1964, 1965, 1966, 1967, 1968, 1969, 1970, 1971; Palmeiras: 1975.
- Campionato paulista femminile: 3
Corinthians: 1963, 1964; XV de Piracicaba: 1968.
- Jogos Abertos do Interior: 6
Seleção de Piracicaba: 1955, 1957, 1958, 1959, 1960, 1961.
- Jogos Regionais: 3
São Caetano: 1982; Cerquilho: 1987, 1988.
- Campeonato Paulista Mirim: 3
Corinthians 1970, 1971; Hebraica 1977.